# Bultaco Chispa
Il Bultaco Chispa è un ciclomotore da trial prodotto dalla casa di Barcellona dal 1974 al 1982.

## Il contesto
Durante la prolungata "guerra commerciale" tra Bultaco e Montesa si aprì un nuovo fronte quando, nel 1971 e 1972, quest'ultima presentò i modelli "Cota" da 25 e 50 cm³, principalmente destinati all'utenza adolescenziale, che ottennero un discreto successo.
Francisco Bultò non aveva mai creduto nelle piccole cilindrate, con le quali decise di cimentarsi solamente per non lasciare campo libero, in quella fascia d'utenza, all'azienda rivale.
Del resto, la produzione di una moto per adolescenti rivestiva una grande importanza per il futuro, se non per i contenuti volumi di vendite e ricavi, almeno per la futura fidelizzazione della giovane clientela. Questo concetto doveva essere ben chiaro a "Don Paco" mentre realizzava il "Modelo 111" che, infatti, battezzò la piccola trial con la denominazione commerciale "Chispa", in italiano "scintilla".

## La Chispa
Contrariamente all'azienda concorrente, la Bultaco non aveva in produzione alcun motore da 50 cm³ e, pertanto, decise di rivolgersi alla concittadina Ducati-Mototrans, licenziataria spagnola della casa bolognese, attraverso i cui buoni uffici riuscì a stipulare un contratto di fornitura del motore 2T da 50 cm³, non prodotto in Spagna, con i carter recanti il marchio Bultaco.
Per tutto il resto, si provvide a realizzare una copia in scala ridotta del prestigioso modello "Sherpa" che, in quegli anni, mieteva un'impressionante serie di vittorie sui circuiti da trial di tutta Europa.
La Bultaco Chispa viene presentata al Salone di Barcellona del 1974, realizzano un forte impatto emotivo sul pubblico giovanile, entusiasmato dalla somiglianza non solamente estetica con l'adulta "Sherpa". Il robusto telaio monoculla sdoppiato sottocarter in tubi d'acciaio, la forcella telescopica e le affinate sovrastrutture in fibra che componevano la carrozzeria, davano l'impressione di una "moto da grandi".
Inizialmente qualche critica venne sollevata, dalla stampa specialistica, all'indirizzo dei comandi e del peso non propriamente pensati per l'utenza infantile. Ma fu proprio a causa di questi "difetti", probabilmente, che il successo risultò immediato e duraturo, tanto che la "Chispa" rimase in produzione, praticamente immutata, fino alla chiusura dell'azienda.